# Kimmie Meissner
Kimberly Claire Meissner detta Kimmie (Towson, 4 ottobre 1989) è un'ex pattinatrice artistica su ghiaccio statunitense.
Ha vinto i Campionati mondiali di pattinaggio di figura del 2006.

## Palmarès

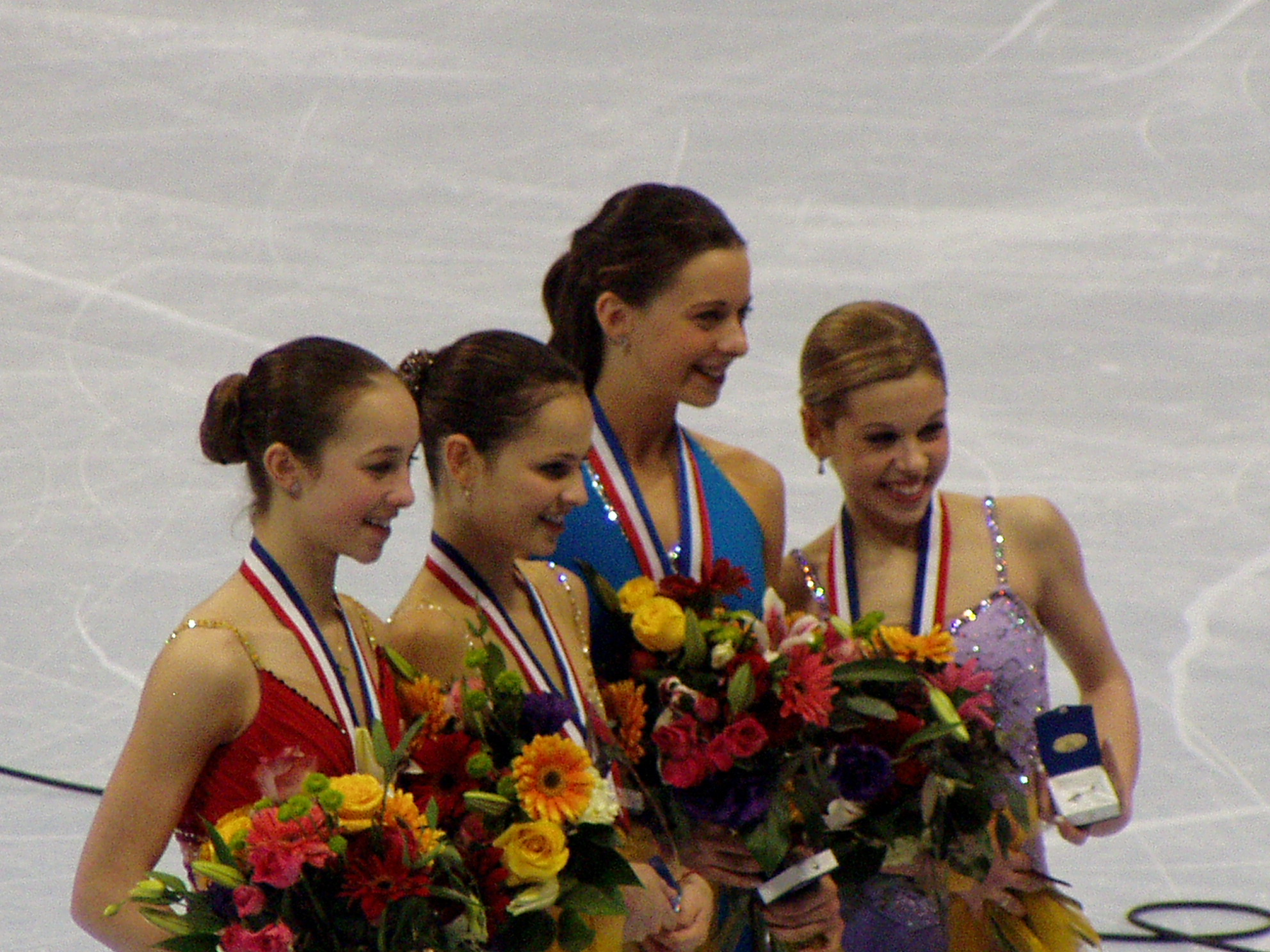
Il podio femminile al campionato statunitense del 2006. Da sinistra: Kimmie Meissner (2°), Sasha Cohen (1°), Emily Hughes (3°), Katy Taylor (4°)

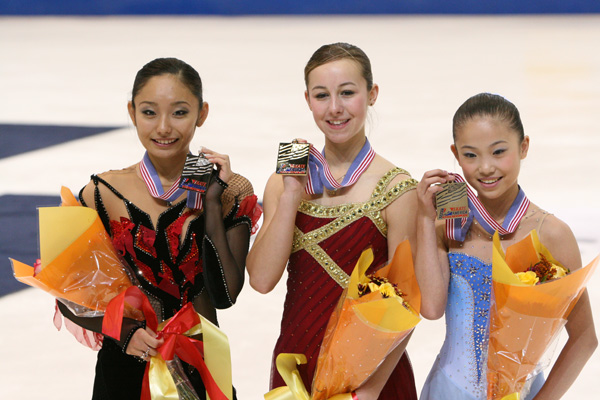
Il odio femminile a Skate America 2007. Da sinistra: Miki Andō (2°), Kimmie Meissner (1°), Caroline Zhang (3°)

GP: Grand Prix; JGP: Junior Grand Prix
| Internazionali                                  | Internazionali | Internazionali | Internazionali | Internazionali | Internazionali | Internazionali | Internazionali | Internazionali |
| Evento                                          | 2002–03        | 2003–04        | 2004–05        | 2005–06        | 2006–07        | 2007–08        | 2008–09        | 2009–10        |
| ----------------------------------------------- | -------------- | -------------- | -------------- | -------------- | -------------- | -------------- | -------------- | -------------- |
| Giochi olimpici invernali                       |                |                |                | 6°             |                |                |                |                |
| Campionati mondiali                             |                |                |                | 1°             | 4°             | 7°             |                |                |
| Campionati dei Quattro continenti               |                |                |                |                | 1°             |                |                |                |
| GP Finale                                       |                |                |                |                |                | 6°             |                |                |
| GP Bompard                                      |                |                |                | 5°             | 3°             | 2°             |                |                |
| GP Cup of Russia                                |                |                |                |                |                |                | 8°             | R              |
| GP NHK Trophy                                   |                |                |                | 5°             |                |                |                | R              |
| GP Skate America                                |                |                |                |                | 2°             | 1°             | 8°             |                |
| Internazionali: Junior                          |                |                |                |                |                |                |                |                |
| Campionati mondiali                             |                | 2°             | 4°             |                |                |                |                |                |
| JGP Finale                                      |                | 5°             | 3°             |                |                |                |                |                |
| JGP Bulgaria                                    |                | 2°             |                |                |                |                |                |                |
| JGP Francia                                     |                |                | 2°             |                |                |                |                |                |
| JGP Slovenia                                    |                | 1°             |                |                |                |                |                |                |
| JGP USA                                         |                | 2°             |                |                |                |                |                |                |
| Triglav Trophy                                  | 3° N           |                |                |                |                |                |                |                |
| Nazionali                                       |                |                |                |                |                |                |                |                |
| Campionatistatunitensi                          | 1° N           | 1° J           | 3°             | 2°             | 1°             | 7°             | R              |                |
| R = Ritirata. Categorie: N = Novice; J = Junior |                |                |                |                |                |                |                |                |